# Обична леска
Леска или обична леска (лат. Corylus avellana) разгранат је жбун или мање дрво из породице Betulaceae или Corylaceae . Плод леске је лешник. Значајна је економска, али и декоративна врста и има широку употребу у пејзажној архитектури.
Име рода потиче од грчке речи кóрис - кацига, због лиснатог овоја који обавија плод.

## Распрострањеност и услови станишта
Ареал леске је веома широк. Обухвата Скандинавију (осим северних делова), западну и средњу Европу, Средоземље, Балканско полуострво, Кипар, Малу Азију и Алжир.

### Леска у Србији
Код нас је широко распрострањена у свим крајевима земље, претежно у храстовом појасу, али се може наћи и у неким фитоценозама буковог појаса, углавном на дубљем и свежијем земљишту. Често изграђују шибљаке.

## Морфолошке и физиолошке особине
Леска је жбун или, ређе, мање дрво висине до 7 м, разгранате крошње. Кора стабла је глатка и светла, а изданци и гране дуге и равне. Кора грана је танка, црвенкасто смеђа, са израженим смеђим лентицелама.
Листови су наизменично распоређени на грани. Округласти су до широко јајолики, дуги 6—10 цм, широки 5—9 цм. Са лица тамнозелени, без сјаја, слабо маљави или голи, са наличја светлији, често длакави дуж нерава којих има 6—7 пари. О ободу су двоструко тестерасто назубљени, нагло ушиљеног врха, а при основи срцолико урезани. Лисна петељка је дуга до 2 цм, длакава. Млади листови су меки и баршунасти.
Опрашивање се обавља помоћу ветра у периоду зиме, од децембра до краја фебруара, када леска цвета. Мушки цветови, скупљени у цвасти - висеће ресе, развијају се с јесени, док се женски, ситни, усправни и једва уочљиви, налазе испод мушких на врло краткој дршци. Плодови су појединачни или се јављају до 4 заједно, а окружени су краћим листоликим овојем који је по ободу назубљен или режњевит. Сам лешник је округао или јајаст, 15—18 мм дуг и 13—15 мм широк. Сазрева у септембру. Размножава се семеном, кореновим резницама и калемљењем.
- Хабитус
- Кора
- Лист
- Мушке ресе са готово неугледним женским цветовима
- Женски цвет
- Плодови у фази сазревања
- Зрели лешници
- Семе

### Оплодња
Оплодња умногоме зависи од места на којем се налазе женски цветови. Често се на врху гранчице налазе женски цветови, а испод њих мушки. У овом случају је оплодња сопственим поленом мало вероватна. Такође није ретко да се женски цветови налазе испод мушких. У тим случајевима је највероватнији директан пренос полена на жиг тучка. Цветање траје 2—10 недеље. Женски цветови остају дуже отворени, а жиг је способан да прими полен и до 6 недеља. Плод леске почиње да се развија тек у мају, пошто тада настаје оплодња.

### Природни услови за гајење
Пошто има плитак корен, леска не поставља посебне услове у погледу земљишта. Највише јој одговарају средње тешка земљишта богата кречом. Леска тешко подноси сув ваздух. Добро подноси засејавање и може се гајити као поткултура. Ниске температуре у току цветања лески најчешће наносе велике штете. Мада она у тој фази подноси много ниже температуре него друге врсте воћака. У зимском периоду може издржати и врло ниске температуре.

### Подизање и нега засада
Коренов систем леске развија се више површински, те није нужно дубоко риголовање. Сасвим је довољно ако се оно изведе на 50 цм дубине. Уколико риголовање није могуће, онда се на ту дубину копају јамићи. Растојање за леску обично се креће око 6*4 м, односно 4*4 м, 5*4 м.

## Размножавање и узгој калемљењем
Леска развија изданке и најчешће формира жбун, што отежава обраду, трешење и сакупљање плодова, а све то захтева већу примену механизације, па је производња лешника скупа. При томе, лешник је тражено али врло дефицитарно воће, а увоз лешника је у нашој земљи 3—4 пута већи у односу на производњу. Задње две деценије у наким расадницима у Србији саднице леске се производе искључиво калемљењем на мечју леску (Corylus colurna L.). С друге стране, једна од карактеристика мечје леске је да не ствара изданке. Зато се користи као подлога за гајење племенитих сорти и служи као стаблотворац племенитим сортама лешника.

## Употреба лешника
Велика нутрициона и диеототерапеутска вредност језгра лешника, омогућава стални пораст потражње и потрошње, а такође је изузетно тражен у кондиторској индустрији. Светска потражња за лешником је у сталном порасту, што га чини дефицитарном робом.

### Енергетска и нутритивна вредност лешника
Енергетска врност 100 г свежих лешника износи 628 kcal, односно 2629 кЈ. Од тога садржи 61% масти, 17% угљених хидрата и 15% протеина. Од минерала у лешнику се налазе калцијум (114 мг), магнезијум (163 мг), фосфор (290 мг), гвожђе (4,7 мг), цинк (2,5 мг), бакар (1,8 мг), манган (6 мг) и селен (2,4 мцг). Од витамина лешник садржи витамин Ц (6,3 мг), тиамин (0,6 мг), рибофлавин (0,1 мг), ниацин (1,8 мг), пантотенску киселину (1 мг), витамин Б6 (0,5 мг), колин (45,6 мг), бетаин (0,4 мг), витамин Е (15 мг), фолну киселину (68 мцг) и витамин К (14 мг). У 100 г лешника има 10 г дијеталних влакана и 92 мцг лутеина + зеаксантина.

## Производња лешника у свету и у Србији
Највећи светски произвођачи су: Турска, Италија, Шпанија, Грчка, Сједињене Америчке Државе и др. Италија је водећи произвођач лешника у Европи.
Србија, да би подмирила своје потребе, увози 95% плода лешника.

## Сортимент
Постоји више начина да се групишу сорте лески. Једна је подела на: питоме, племените, културне сорте и шумске форме. Такође актуелна је и подела према морфологији плода на : Ламберт, Чилске сорте, Ламберт хибриде, Чилске хибриде и шумске форме. На основу дугогодишњих праћења свих параметра, за гајење у Србији се препоручује Енис, Римски, Истарски дуги, Халшки џин, Лешник од рима, Пијемонски, Бели ламберт, Истарски округли.

## Остале употребе леске
Дрво леске је полутврдо и лако се обрађује. Није превише трајно. Користи се за израду штапова, обруча за бурад, токарске и резбарске радове и др.
У данашње време лешник се све више помиње као подлога за гајење врло скупоцених гљива тартуфа (Tuber sp.). С обзиром да се на корену лешника одвија симбиотски процес са гљивицама, односно микориза, то се користи за инокулацију младе саднице корена лешника како за летњи (црни) тартуф, тако и за зимски (бели), који је веома скуп и на тржишту достиже изузетно високу цену.

### Значај у озелењавању
Леска се, осим као пољопривредна култура, гаји и као декоративна врста, захваљујући густој круни коју чине крупни листови. Може се садити појединачно или у групама, а погодна је и за живе ограде. Узгаја се већи број хортикултурних форми, од којих су најинтересантније:
- - нижи, усправни жбун слабог пораста. Гране изувијане, листови делимично савијени;
- - листови у пролеће тамноцрвени, касније црномрки;
- - листови ужи него код основне врсте, длакави и дубоко усечени. Подсећају на листове храста, па је један од синонима за ову форму и C. a. ’Quercifolia’;
- - гране у почетку расту усправно, а касније се повијају у краћем луку.

- C. a. ’Contorta’ у пролеће
- C. a. ’Contorta’ - гране и ресе зими
- C. a. ’Heterophylla’ - лист дубоко назубљеног обода